# Hrastulje
Hrastulje este o localitate din comuna Škocjan, Slovenia, cu o populație de 162 de locuitori.